# هيلين ريتشاردسون
هيلين ريتشاردسون (بالإنجليزية: Helen Richardson-Walsh) (و. 1981  م) هي لاعبة هوكي الحقل بريطانية، ولدت في هيتشن، شاركت في الألعاب الأولمبية الصيفية 2012، وهوكي الحقل في الألعاب الأولمبية الصيفية 2016، ودورة ألعاب الكومنولث 2002، والألعاب الأولمبية الصيفية 2000، والألعاب الأولمبية الصيفية 2008، ودورة ألعاب الكومنولث 2006.

## التعليم
تعلمت في West Bridgford School ‏.

## روابط خارجية
- هيلين ريتشاردسون على موقع الاتحاد الدولي للهوكي (الإنجليزية)
- هيلين ريتشاردسون على موقع اللجنة الأولمبية الدولية (الإنجليزية)
- هيلين ريتشاردسون على موقع أوليمبيديا (الإنجليزية)
- هيلين ريتشاردسون على موقع اللجنة الأولمبية البريطانية (الإنجليزية)
- هيلين ريتشاردسون على موقع اتحاد ألعاب الكومنولث (مؤرشف) (الإنجليزية)
- هيلين ريتشاردسون على موقع دورة ألعاب الكومنولث 2006 (مؤرشف) (الإنجليزية)